# Ipumirim
Ipumirim là một đô thị thuộc bang Santa Catarina, Brasil. Đô thị này có diện tích 247,067 km², dân số năm 2007 là 7118 người, mật độ 26,9 người/km².